# Malabar (Floride)
Pour les articles homonymes, voir Malabar.
Malabar est une ville côtière du comté de Brevard, dans l'État de Floride, aux États-Unis. Lors du recensement de 2010, sa population s’élevait à 2 757 habitants.

## Démographie
| 1970 | 1980  | 1990  | 2000  | 2010  | - |
| ---- | ----- | ----- | ----- | ----- | - |
| 634  | 1 118 | 1 977 | 2 622 | 2 757 | - |

| Groupe            | Malabar | Floride | États-Unis |
| ----------------- | ------- | ------- | ---------- |
| Blancs            | 91,7    | 75,0    | 72,4       |
| Afro-Américains   | 3,9     | 16,0    | 12,6       |
| Métis             | 2,4     | 2,5     | 2,9        |
| Asiatiques        | 0,9     | 2,4     | 4,8        |
| Autres            | 0,6     | 3,6     | 6,4        |
| Amérindiens       | 0,5     | 0,4     | 0,9        |
| Total             | 100     | 100     | 100        |
|                   |         |         |            |
| Latino-Américains | 4,1     | 22,5    | 17,37      |

Selon l'American Community Survey, pour la période 2011-2015, 96,50 % de la population âgée de plus de 5 ans déclare parler l'anglais à la maison, 2,0 % déclare parler l'espagnol, 1,06 % le français et 0,44 % une autre langue.